# Tord Norlin
Adolf Tord Rudolf Norlin, född 26 september 1914 i Stockholm, död 11 november 1984 i Eksjö, var en svensk officer i Armén och senare Flygvapnet.

## Biografi
Norlin blev fänrik i Armén vid Jönköpings-Kalmar regemente (I 12) 1935. Han befordrades till löjtnant 1937, till kapten  i Flygvapnet 1942, till major 1947, till överstelöjtnant 1958 och till överste 1966. Han blev riddare av Svärdsorden 1950.
Norlin inledde sin militära karriär i infanteriet i Armén. År 1942 övergick han till Flygvapnet. Åren 1950–1953 var han ÖB Nils Swedlunds adjutant. Åren 1953–1957 var han stabschef vid Södra flygbasområdet (Flybo S). Åren 1957–1966 var han stabschef vid Andra flygeskadern (E 2). Åren 1966–1969 var han sektorflottiljchef vid Norrbottens flygflottilj (F 21/Se ÖN). Norlin avgick 1969 som överste.
Norlin gifte sig 1941 med Stina Brogren (1920–1998), tillsammans fick de tre barn, Elisabeth, Ulla-Clara och Christina. Makarna Norlin är begravna på den nyare delen av Sankt Lars kyrkogård i Eksjö.